# Диселенид ванадия
Диселенид ванадия — неорганическое соединение
ванадия и селена с формулой VSe2,
серые кристаллы с металлическим блеском.

## Получение
- Реакция чистых веществ:

{\displaystyle {\mathsf {V+2Se\ {\xrightarrow {T}}\ VSe_{2}}}}

## Физические свойства
Диселенид ванадия образует серые кристаллы с металлическим блеском
тригональной сингонии,
пространственная группа P 3m1,
параметры ячейки a = 0,3348 нм, c = 0,6122 нм, Z = 1.